# Ваке (посёлок)
Ваке (яп. 和気町 Вакэ-тё:) — посёлок в Японии, находящийся в уезде Ваке префектуры Окаяма. Площадь посёлка составляет 144,23 км², население — 14 737 человек (1 августа 2014), плотность населения — 102,18 чел./км².

## Географическое положение
Посёлок расположен на острове Хонсю в префектуре Окаяма региона Тюгоку. С ним граничат города Бидзен, Акаива, Мимасака и посёлок Мисаки.

## Население
Население посёлка составляет 14 737 человек (1 августа 2014), а плотность — 102,18 чел./км². Изменение численности населения с 1980 по 2005 годы:
| 1980 | 19 088 чел. |  |
| 1985 | 18 827 чел. |  |
| 1990 | 17 841 чел. |  |
| 1995 | 17 227 чел. |  |
| 2000 | 16 815 чел. |  |
| 2005 | 16 180 чел. |  |

## Символика
Деревом посёлка считается сакура.